# Vigna longissima
Vigna longissima är en ärtväxtart som beskrevs av John Hutchinson. Vigna longissima ingår i släktet vignabönor, och familjen ärtväxter. Inga underarter finns listade i Catalogue of Life.